# 최대철
최대철(본명: 최원철, 1978년 10월 16일~)은 대한민국의 배우이다. 2002년 무용가로 첫 데뷔를 한 후 이어 같은 해 연극 배우로 데뷔하였다. 본명은 최원철로, 2007년부터 최대철이라는 예명을 사용하였다.

## 출연 작품

### 드라마
- 2011년 KBS2 드라마 스페셜 《화평공주 체중감량사》 ... 백모진 역
- 2011년 KBS1 대하드라마 《광개토태왕》 ... 소아천 역
- 2011년 KBS2 드라마 스페셜 《기쁜 우리 젊은 날》 ... 선배 역 (특별출연)
- 2012년 KBS2 수목 미니시리즈 《각시탈》 ... 송 기자 역
- 2013년 KBS2 주말연속극 《왕가네 식구들》 ... 왕돈 역
- 2014년 MBC 주말 특별기획 드라마 《왔다! 장보리》 ... 강내천 역
- 2014년 MBC 수목 미니시리즈 《운명처럼 널 사랑해》 ... 탁구대 실장 역
- 2014년 tvN 금토 미니시리즈 《연애 말고 결혼》 ... 이훈동의 친구 역 (특별출연)
- 2014년 KBS2 단막극 《KBS 드라마 스페셜 - 간서치열전》 ... 이 도사 역
- 2014년 KBS2 단막극 《KBS 드라마 스페셜 - 마지막 퍼즐》 ... 민철 역 (특별출연)
- 2014년 MBC 드라마 페스티벌 《하우스, 메이트》 ... 대철 역
- 2014년 KBS1 저녁 일일연속극 《당신만이 내사랑》 ... 노영기 역
- 2015년 KBS1 3.1절 특집드라마 《눈길》 ... 술집주인 역 (우정출연)
- 2015년 tvN 금토 미니시리즈 《슈퍼대디 열》 ... 식상해 역
- 2015년 KBS2 월화 미니시리즈 《후아유 - 학교 2015》 ... 수영코치 역
- 2015년 SBS 주말 특별기획 《너를 사랑한 시간》 ... 윤 실장 역
- 2015년 MBC 주말 특별기획 드라마 《내 딸, 금사월》 ... 임시로 역
- 2015년 KBS1 저녁 일일연속극 《우리집 꿀단지》 ... 이배달 역
- 2016년 KBS2 4부작 미니시리즈 《백희가 돌아왔다》 ... 차종명 역
- 2016년 KBS2 월화 미니시리즈 《구르미 그린 달빛》 ... 마종자 역
- 2016년 SBS 토요 특별기획 드라마 《우리 갑순이》 ... 조금식 역
- 2017년 tvN 월화 미니시리즈 《내성적인 보스》 ... 선술집 주인 역 (특별출연)
- 2017년 MBC 월화 특별기획 드라마 《역적:백성을 훔친 도적》 ... 박원종 역
- 2017년 SBS 주말 특별기획 드라마 《언니는 살아있다》 ... 조금만 역 (특별출연)
- 2017년 tvN 주말 미니시리즈 《변혁의 사랑》 ... 이태경 역
- 2017년 OCN 월화 미니시리즈 《멜로홀릭》 ... 김주승 역
- 2017년 KBS2 월화 미니시리즈 《저글러스》 ... 봉장우 상무 역
- 2017년 tvN 드라마 스테이지 《소풍 가는 날》 (특별출연) 역
- 2018년 OCN 월화 미니시리즈 《그남자 오수》 ... 남지석 역
- 2018년 KBS2 주말연속극 《같이 살래요》 ... 고병진 팀장 역
- 2018년 KBS2 추석특집 드라마 《옥란면옥》 ... 대창 역
- 2018년 JTBC 월화 미니시리즈 《뷰티 인사이드》 ... 영화 '옥정'의 왕 (특별출연)
- 2019년 KBS2 수목 미니시리즈 《왜그래 풍상씨》 ... 전칠복 역
- 2019년 KBS2 월화 미니시리즈 《국민 여러분!》 ... 이 형사 역
- 2019년 MBC 아침 일일연속극 《모두 다 쿵따리》 ... 젊은 장국환 역 (특별출연)
- 2019년 SBS 금토 미니시리즈 《배가본드》 ... 김도수 역
- 2019년 KBS2 드라마 스페셜 《집우집주》 ... 집 주인 역
- 2019년 tvN 수목 미니시리즈 《싸이코패스 다이어리》 ... 공찬석 역
- 2019년 KBS2 수목 미니시리즈 《동백꽃 필 무렵》 ... 황규식 역 (특별출연)
- 2019년 TV조선 일요 미니시리즈 《레버리지: 사기조작단》 ... 정한구 역 (특별출연)
- 2020년 KBS2 월화 미니시리즈 《본 어게인》 ... 서태하 역
- 2020년 tvN 월화 미니시리즈 《낮과 밤》 ... 윤석필 역
- 2021년 KBS2 수목 미니시리즈 《안녕? 나야!》 ... 박정만 역
- 2021년 KBS2 주말드라마 《오케이 광자매》 ... 배변호 역
- 2021년 JTBC 금토 미니시리즈 《언더커버》 ... 추동우 역
- 2021년 JTBC 주말 미니시리즈 《구경이》 ... 허성태 역
- 2022년 tvN 수목 미니시리즈 《이브》 ... (특별출연) 역
- 2022년 MBC 금토 미니시리즈 《금수저》 ... 이철 역
- 2022년 ~ 2023년 TV조선 주말 미니시리즈 《빨간풍선》 ... 조대근 역
- 2023년 tvN 월화 미니시리즈 《청춘월담》 ... 소 내관 역
- 2023년 KBS2 주말드라마 《진짜가 나타났다!》 ... 공천명 역
- 2023년 tvN 단막극 《O'PENing - 산책》 … 차민식 역
- 2024년 tvN 월화드라마 《우연일까?》 ... 백욱 역
- 2024년 tvN 토일드라마 《사랑은 외나무다리에서》 ... 정수한 역
- 2025년 KBS2 주말드라마 《독수리 5형제를 부탁해!》 ... 오천수 역

### 영화
| 연도 | 제목            | 역할      | 비고     |
| ---- | --------------- | --------- | -------- |
| 2012 | 돈 크라이 마미  | 전 남편   |          |
| 2016 | 히야            | 공창봉    |          |
| 2017 | 눈길            | 술집 주인 | 우정출연 |
| 2019 | 자전차왕 엄복동 | 천병철    |          |
| 2021 | 싸나희 순정     |           |          |
| 2022 | 어부바          | 종훈      |          |
| 2025 | 울지 않는 아이  | 정민      |          |

### 예능
| 연도 | 방송사 | 제목                     | 역할          | 비고       |
| ---- | ------ | ------------------------ | ------------- | ---------- |
| 2018 | KBS2   | 볼빨간 당신              | 출연          |            |
| 2019 | MBC    | 미스터리 음악쇼 복면가왕 | 헐크러시 헐퀴 | < 참가자 > |
| 2019 | JTBC   | 한끼줍쇼                 | 게스트        |            |
| 2021 | MBC    | 황금어장 라디오스타      | 게스트        |            |
| 2022 | 유튜브 | 스타골프 빅 리그 4       | 출연          | 웹 예능    |
| 2023 | KBS2   | 옥탑방의 문제아들        | 게스트        |            |

### 공연
- 2007년 《댄서의 순정》 ... 영새 역
- 2008년 《만화방 미숙이》 ... 김진수 역
- 2008년 《제너두》 ... 텔피시코레 역
- 2009년 《 新 행진, 와이키키》
- 2009년 《드라큐라 더 뮤지컬》 ... 드라큘라 백작 / 조나단 하커 역
- 2009년 《왕자와 거지》 ... 이용호 역
- 2010년 《올 댓 재즈》 ... 유태민 역
- 2010년 《오월엔 결혼할거야》 ... 멀티맨 역
- 2010년 《위대한 캣츠비》 ... 하운두 역
- 2011년 《온에어 초콜릿》 ... 알렉스 역
- 2011년 《너와 함께라면》 ... 아버지 역
- 2012년 《새끼손가락》 ... 이용호 역
- 2012년 《더 초콜릿》 ... 강철한 역
- 2014년 《파아브 코스 러브》
- 2014년 《연극열전5 - 취미의 방》 ... 미즈사와 아키오 역
- 2019년 《영웅본색》 ... 마크 역

## 수상 및 후보
| 연도 | 시상식             | 부문                            | 작품                                             | 결과 |
| ---- | ------------------ | ------------------------------- | ------------------------------------------------ | ---- |
| 2002 | 대구신인무용콩쿠르 | 대상                            | 빈칸                                             | 수상 |
| 2003 | 전국학생무용대회   | 은상                            | 빈칸                                             | 수상 |
| 2004 | 공연과 리뷰        | PAF 연기상                      | 빈칸                                             | 수상 |
| 2015 | MBC 연기대상       | 특별기획부문 베스트 남자 조연상 | 내 딸, 금사월                                    | 후보 |
| 2016 | KBS 연기대상       | 남자 조연상                     | 구르미 그린 달빛, 우리집 꿀단지, 백희가 돌아왔다 | 후보 |
| 2019 | KBS 연기대상       | 중편드라마부문 남자 조연상      | 왜그래 풍상씨                                    | 후보 |
| 2021 | KBS 연기대상       | 남자 조연상                     | 오케이 광자매                                    | 수상 |
| 2022 | MBC 연기대상       | 남자 조연상                     | 금수저                                           | 후보 |

## 경력
| 연도 | 사항                                     |
| ---- | ---------------------------------------- |
| 2014 | 투르 드 코리아 홍보대사                  |
| 2018 | 슈퍼블루캠페인 홍보대사                  |
| 2024 | 제주특별자치도 체조협회 홍보대사         |
| 2024 | 대한적십자사 제주특별자치도지사 홍보대사 |
| 2024 | (주)포렘 홍보대사, 전속모델              |